# Heggadadevankote
Heggadadevankote è una suddivisione dell'India, classificata come town panchayat, di 12.043 abitanti, situata nel distretto di Mysore, nello stato federato del Karnataka. In base al numero di abitanti la città rientra nella classe IV (da 10.000 a 19.999 persone).

## Geografia fisica
La città è situata a 12° 5' 18 N e 76° 19' 42 E e ha un'altitudine di 694 m s.l.m..

## Società

### Evoluzione demografica
Al censimento del 2001 la popolazione di Heggadadevankote assommava a 12.043 persone, delle quali 6.189 maschi e 5.854 femmine. I bambini di età inferiore o uguale ai sei anni assommavano a 1.427, dei quali 756 maschi e 671 femmine. Infine, coloro che erano in grado di saper almeno leggere e scrivere erano 7.995, dei quali 4.468 maschi e 3.527 femmine.